# VSSK Vykhlop
VSSK Vykhlop (tiếng Nga:ВССК «Выхлоп» - Винтовка снайперская специальная крупнокалиберная «Выхлоп», Vintovka Snayperskaya Spetsialnaya Krupnokalibernaya "Vykhlop", có nghĩa là Súng bắn tỉa chuyên dụng cỡ nòng lớn "Ống xả") hay còn gọi là VKS (ВКС - Бесшумная крупнокалиберная снайперская, Vintovka Krupnokalibernaya Snayperskaya) là loại súng bắn tỉa công phá của Nga có thiết kế bullpup và then trượt kéo thẳng, sử dụng hộp đạn 5 viên tháo lắp được với loại đạn cận âm 12.7×54 mm. Cả hai tên gọi VSSK và VKS đều đúng cho loại súng này. Ngoài ra nó còn được gọi là SV-1367 để tiện cho việc quảng bá xuất khẩu.
VSSK được phát triển vào năm 2002 khi nhận được yêu cầu đặc biệt từ Cục An ninh Liên bang Nga (FSB). Nó chỉ được dùng bởi các đơn vị trong cục an ninh và bộ nội vụ Nga trong việc chống khủng bố và các hoạt động chống tội phạm có tầm quan trọng cao. Tên gọi Vykhlop xuất hiện do thiết kế của loại súng này và nó cũng trở thành tên của chương trình phát triển với một ống hãm thanh lớn to như cái ống bô để dùng cho một khẩu súng bắn tỉa có hỏa lực mạnh nhưng vẫn đảm bảo được sự yên lặng khi bắn. Loại súng này thường được dùng để công phá các phương tiện cơ giới giáp nhẹ, tiêu diệt các mục tiêu như kẻ khủng bố được trang bị áo giáp chống đạn hạng nặng hay đang nấp sau các vật chắn như tường, xe cộ hoặc những thứ khác.

## Thiết kế
VSSK sử dụng thiết kế bullpup với khóa nòng trượt và xoay. Ống hãm thanh lớn tích hợp của VSSK có thể tháo ra để dễ dàng vận chuyển, cất giữ và bảo trì. Trên thân súng còn tích hợp một chân chống chữ V, báng súng có thể thay đổi độ dài và điều chỉnh chiều cao cho hợp với xạ thủ. Sử dụng hộp đạn rời 5 viên. Súng có các thanh răng để gắn các loại ống nhắm khác nhau nhưng cũng có điểm ruồi và thước nhắm dự phòng.
Sử dụng loại đạn cận âm 12,7×54 mm SC-130 với sơ tốc từ 290 đến 295 m/s gần nhưng không vượt tốc độ âm thanh (~ 340 m/s). Loại đạn này được thiết kế ngắn hơn đáng kể so với các loại đạn có cùng kích thước tiêu chuẩn khác của Nga là 12.7x108 mm sử dụng trong các loại súng máy hạng nặng. Tuy nhiên loại đạn này được thiết kế để có khả năng xuyên giáp cao với độ chính xác được tuyên bố là 1 MOA (1 MOA = 1/60 độ) trong khoảng cách 100 m. Nó có thể xuyên các loại áo giáp chống đạn tiêu chuẩn cấp 5 của Nga ở khoảng cách 100 m hay 16 mm thép cứng trong khoảng cách 200 m và khoảng cách sát thương tối đa được chỉ định là 600 m.
Các loại đạn sử dụng trên VSSK Vykhlop
- SC-130 (СЦ-130) - đạn tiêu chuẩn
- SC-130U (СЦ-130У) - đạn huấn luyện
- SC-130PT (СЦ-130ПТ) - đạn 59 gam, tăng độ chính xác.
- SC-130PT2 (СЦ-130ПТ2) - đạn đồng điếu cứng, độ chính xác
- SC-130VPS (СЦ-130ВПС) - tăng khả năng xuyên phá, có thể xuyên 16mm thép cán ở khoảng cách 200 mét, hay áo giáp bảo vệ cá nhân hạng nặng ở 100 mét.